# Cabalán Macari
Cabalán Macari Tayún (Zgharta, 1886 - Ciudad de México, 1962) fue un empresario e inversionista originario de Líbano, naturalizado mexicano, que desde temprana edad se trasladó a Yucatán, México en donde, tras dedicarse al comercio, impulsó la ganadería y la explotación del henequén y de la caña de azúcar en la península de Yucatán.

## Datos biográficos

### Origen y traslado a México
Cabalán Macari nació en Zgharta, Líbano, siendo hijo de Juan Macari y Rosa Tayún. Habiendo quedado huérfano, un tío sacerdote, hermano de su madre, lo internó en una escuela marista de la ciudad de Trípoli, donde se tituló de profesor. De regreso a Zgharta, fundó sucesivamente una escuela y una tienda de abarrotes, sin que ambas empresas prosperaran.
Emigró a México en 1903, llegando el 9 de junio de 1903 al puerto de Progreso, Yucatán, a bordo del barco "Moro Castle".

### Actividad empresarial
Bartolomé García Correa, maestro y político de confianza del gobernador de Yucatán, Felipe Carrillo Puerto, interviene para que Cabalán Macari fuera nombrado administrador de la Cordelería "La Industrial", propiedad estatal en ese entonces. En 1925, estableció la Cordelería San Juan, muy moderna para la época y en donde se procesó la fibra del henequén que hasta entonces se exportaba sin mayor grado de industrialización. Posteriormente, Macari estableció otras la cordelerías La Industrial y Sisal, que fueron administradas por sus hijos Juan.Anábar Gunam, T. (2009). «El Midas peninsular. Don Cabalan Macari Tayún». Idefos, Universidad Autónoma de Campeche.</ref> y Anis.
Una vez consolidadas sus actividades cordeleras, Macari incursionó en la ganadería, para lo que adquirió la hacienda ganadera "San Antonio y anexas", en Tizimín, Yucatán. entre otras cosas, tecnificó la industria e importó sementales de Estados Unidos de América para mejorar las razas que entonces prevalecían en la región.Anábar Gunam, T. (2009). «El Midas peninsular. Don Cabalan Macari Tayún». Idefos, Universidad Autónoma de Campeche.</ref> Al cabo de un tiempo los Macari, padre e hijos, tenían un verdadero emporio ganadero en el oriente de Yucatán, donde convirtieron en pastizales productivos grandes terrenos que antes se encontraban en niveles muy bajos de productividad.
Aprovechando su experiencia en la agroindustria, incursionó en la del azúcar, fundando en 1949, con apoyos gubernamentales, el Ingenio La Joya en el estado de Campeche. Esta fue otra experiencia exitosa de la familia que logró convertir una operación marginal en una actividad industrial altamente productiva.
Macari fue accionista de la Cervecería Yucateca, bancos y otras empresas.Anábar Gunam, T. (2009). «El Midas peninsular. Don Cabalan Macari Tayún». Idefos, Universidad Autónoma de Campeche.</ref>

### Filantropía
A partir de su éxito como industrial, Cabalán Macari incursionó en tareas de apoyo a la comunidad. 
Por su altruismo, el gobierno de Campeche impuso el nombre de Cabalán Macari a una escuela en Hecelchakán, y el de Yucatán hizo lo propio con la Escuela Agropecuaria de Tizaimín.Anábar Gunam, T. (2009). «El Midas peninsular. Don Cabalan Macari Tayún». Idefos, Universidad Autónoma de Campeche.</ref>
El presidente de México, Adolfo López Mateos, hizo un reconocimiento público al empresario, quien pocos meses después de recibir el homenaje de las autoridades nacionales, falleció en la Ciudad de México a los 72 años de edad.